# Palača Vrana
Palača Vrana bolgarsko Дворец "Врана", latinizirano: Dvorec "Vrana" prej Vраня; Vranja) je kraljeva palača na obrobju Sofije, glavnega mesta Bolgarije. Danes je uradna rezidenca nekdanje bolgarske kraljeve družine. Medtem ko je kraljeva palača v središču Sofije (danes Narodna umetniška galerija in Narodni etnografski muzej) služila reprezentativnim namenom in je bila palača Evksinograd pri Varni poletna rezidenca, je bila palača Vrana, v kateri je bolgarska kraljeva družina preživela večino časa. Palača Vrana stoji na nadmorski višini 571 m.
Vključuje lokacijo kmetije Čardakli, kjer je bil most, ki je bil pomemben pri osvoboditvi Sofije.

## Zgodovina
Obsežno parcelo je kupil car Ferdinand I. Bolgarski leta 1898 in stoji tik izven Sofije, medtem ko je danes znotraj ožjega mesta. Obstaja velik park in dve stavbi, prva je bila zgrajena leta 1904 kot dvonadstropna lovska koča, ki jo je naročil Georgi Fingov, druga pa je bila zgrajena predvsem med letoma 1909 in 1914 kot palača, obe z denarjem iz državnega proračuna. Najzgodnejša stavba v kompleksu, lovska koča, je bila arhitekturno opisana kot »izvrstna interpretacija plovdivskega baroka z dunajskimi dekorativnimi elementi«.
Tri sobe trinadstropne palače, ki so jo naročili uglednemu arhitektu Nikoli Lazarovu, so kasneje opremili v baročnem slogu, eno v slogu avstrijskih kraljevih palač in eno v bolgarskem nacionalnem slogu, delovna soba pa je bila zasnovana v beneškem slogu. Palača ima izrezljan lesen strop, hrastove obloge, vgrajene kovinske plošče in Delftware - nizozemsko lončeno posodo. Notranji stebri so izdelani iz carrarskega marmorja, staro Schindlerjevo dvigalo pa je še vedno v uporabi. Kar zadeva arhitekturo, palača Vrana združuje bizantinske vplive, tradicijo bolgarskega narodnega preporoda, secesijo in francoski klasicizem.
Karelska dvorana je darilo Aleksandra III. Ruskega. Vse pohištvo (miza, stoli in toaletna mizica) iz karelske breze so izdelali mojstri lesarji, posebej poslani iz Rusije. V prvem nadstropju sta še kinodvorana in čajnice, v drugem so stanovanja, v tretjem pa so bili služabniki in dvor.
Leta 1918 je Vrana prešla izpod rok carja Ferdinanda Borisu III. Tu se je soočil z novo oblastjo po vojaškem udaru 9. junija 1923. Avgusta 1943 je prešla v last Simeona II. Glavno palačo je leta 1943–1944 med drugo svetovno vojno bombardirala RAF in je bila, potem ko je bila delno poškodovana, naknadno obnovljena leta 1947. Po odpravi monarhije so Vrano zavzeli komunisti in postala rezidenca Georgi Dimitrova.
Po padcu komunističnega režima je Bolgarsko ustavno sodišče junija 1998 Vrano vrnilo zadnjemu carju Simeonu Saško-Coburško-Gotha in njegovi sestri princesi Mariji Luizi, park pa je kraljeva družina podarila mestu Sofija oktobra 1999, kar je omogočilo nekdanji kraljevi park, ki ga je leta 1903 uredil Ferdinand,  odpreti za javnost. Simeon se je z ženo Margarito preselil v prenovljeno staro lovsko kočo spomladi 2001. Od leta 2015 je park na 0,968 kvadratnih kilometrih odprt za javnost. Park je dom več kot 400 rastlinskim vrstam in je razglašen za državni spomenik krajinske arhitekture. Med krajinarji, ki so delali na Vranskem parku, so V. Georgiev, K. Baykushev, Jules Locheau, Johann Kellerer, Anton Kraus, Alaricus Delmard in Wilhelm Schacht. Park vključuje jezero in več skalnjakov.
Palača, skupaj z drugimi lastninami, vrnjenimi Simeonu II., je bila v 2000-ih predmet številnih polemik v bolgarskih medijih in družbi, saj mnogi trdijo, da naj bi bila v resnici javna last. Od junija 2013 je park ob koncih tedna odprt za javnost. Posebni avtobus javnega prevoza X50, ki vozi le ob vikendih v času obratovanja parka, povezuje palačo z Orlovim mostom.
- Palača Vrana pred letom 1944 (slika bolgarske Državne agencije za arhive)
- Banketna dvorana v palači Vrana
- Rekonstruirana delovna soba Borisa III.

## Fundacija carja Borisa in kraljice Giovanne
Palača je bila v zadnjih letih komunizma močno zanemarjena in jo je od leta 2011 obnovila Fundacija carja Borisa in kraljice Giovanne. Nekatere sobe so bile obnovljene, v drugih so bili kraljevi arhivi. Namen fundacije je raziskovanje in ohranjanje zgodovine Tretjega bolgarskega kraljestva.